# Неорганические материалы (журнал)
«Неоргани́ческие материа́лы» — российский научный журнал, посвящённый проблемам неорганической химии и материаловедения. Издаётся на русском и английском языках. Английское название — «Inorganic Materials».
Журнал появился в 1965 году как одна из серий в рамках «Известий Академии наук СССР». С начала 1990-х гг. стал независимым журналом.
Редакция журнала размещается в помещении ИОНХ им. Н. С. Курнакова. Главный редактор К. А. Солнцев.
«Неорганические материалы» включён в список журналов ВАК, индексируется и реферируется Chemical Abstracts, Chemistry Citation Index, Current Chemical Reactions, Index Chemicus, The ISI Alerting Services, Reaction Citation Index, Science Citation Index, Science Citation Index Expanded. Импакт-фактор журнала в 2006 г. — 0,374, в 2008 г. — 0.455.